# Petri Vehanen
Petri Juhani Vehanen (* 9. Oktober 1977 in Rauma) ist ein ehemaliger finnischer Eishockeytorwart, der während seiner Spielerlaufbahn unter anderem bei den Eisbären Berlin in der Deutschen Eishockey Liga (DEL) unter Vertrag stand.

## Karriere
Petri Vehanen begann seine Karriere als Eishockeyspieler in seiner Heimatstadt in der Jugend von Lukko Rauma, für dessen Profimannschaft er von 1995 bis 1998 in der SM-liiga aktiv war. Anschließend spielte der Torwart ein Jahr lang für den Viking Hockey in der norwegischen GET-ligaen, ehe er in weiteren sechs Jahren für Lukko in Finnland zwischen den Pfosten stand. In diesem Zeitraum kam er in der Saison 2000/01 zudem zu vier Einsätzen für den HC Pustertal in der italienischen Serie A. Im Sommer 2005 unterschrieb der Finne beim Mora IK aus der schwedischen Elitserien, für den er ebenso eine Spielzeit lang aktiv war, wie anschließend für Neftechimik Nischnekamsk in der russischen Superliga. Von 2006 bis November 2009 trat Vehanen ein weiteres Mal mit Rauma in der SM-liiga an. Daraufhin wurde er im Tausch gegen den Schweden Mikael Tellqvist an den amtierenden russischen Meister Ak Bars Kasan aus der Kontinentalen Hockey-Liga abgegeben.
Nach der Saison 2011/12 kehrte Vehanen aus der KHL wieder zu seinem Heimatverein zurück. Wiederum ein Jahr später erhielt er erneut einen Vertrag in der KHL, diesmal beim HC Lev Prag. Mit Lev Prag erreichte er 2014 das Play-off-Finale der KHL. Nach diesem Erfolg zog sich der Klub jedoch vom Spielbetrieb zurück.
Ab der Saison 2014/15 stand Vehanen in der Deutschen Eishockey Liga bei den Eisbären Berlin unter Vertrag, wo er im Anschluss an das verlorene Finale der Saison 2017/2018 seine Karriere beendete.
Seit der Saison 2022/23 ist er Torhütertrainer bei Adler Mannheim in der DEL.

### International
Für Finnland nahm Vehanen an der Weltmeisterschaft 2008 teil, bei der er mit seiner Mannschaft den dritten Platz belegte. In der Slowakei gewann er im Jahre 2011 den Weltmeisterschaftstitel durch einen 6:1-Finalsieg gegen Schweden.

## Erfolge und Auszeichnungen
| - 1999 GET-ligaen All-Star-Team - 2010 Geringster Gegentorschnitt der KHL-Hauptrunde - 2010 Höchste Fangquote der KHL-Hauptrunde - 2010 Gagarin-Pokal-Gewinn und Russischer Meister mit Ak Bars Kasan | - 2010 KHL-Torwart des Monats April - 2010 KHL-Torwart des Monats Dezember - 2011 KHL-Torwart des Monats Februar - 2018 Deutscher Vizemeister mit den Eisbären Berlin |

### International
- 2008 Bronzemedaille bei der Weltmeisterschaft
- 2011 Goldmedaille bei der Weltmeisterschaft
- 2011 Höchste Fangquote und geringster Gegentorschnitt der Weltmeisterschaft